# Lou Nanne
Louis Vincent »Lou« Nanne, kanadski hokejist, * 2. junij 1941, Sault Ste. Marie, Ontario, Kanada.
Nanne je bil dolgoletni igralec NHL kluba Minnesota North Stars, za katerega je odigral 635 tekem. Za ameriško reprezentanco je nastopil na enih olimpijskih igrah in dveh svetovnih prvenstvih. Kot trener je več let vodil svoj nekdanji klub Minnesota North Stars, ki ga je tudi popeljal do finala za Stanleyev pokal. 